# Fabiana Diniz
Fabiana "Dara" Carvalho Diniz (13. maj 1981 i Brasilien) er en brasiliansk tidligere håndboldspiller, der spiller som Stregspiller. Hun spillede for Brasiliens håndboldlandshold. I 2013 var hun med til at vinde Verdensmesterskabet; det første for både Brasilien og Sydamerika.
Hun indstillede karrieren i 2016.